# Sekrecja (mineralogia)

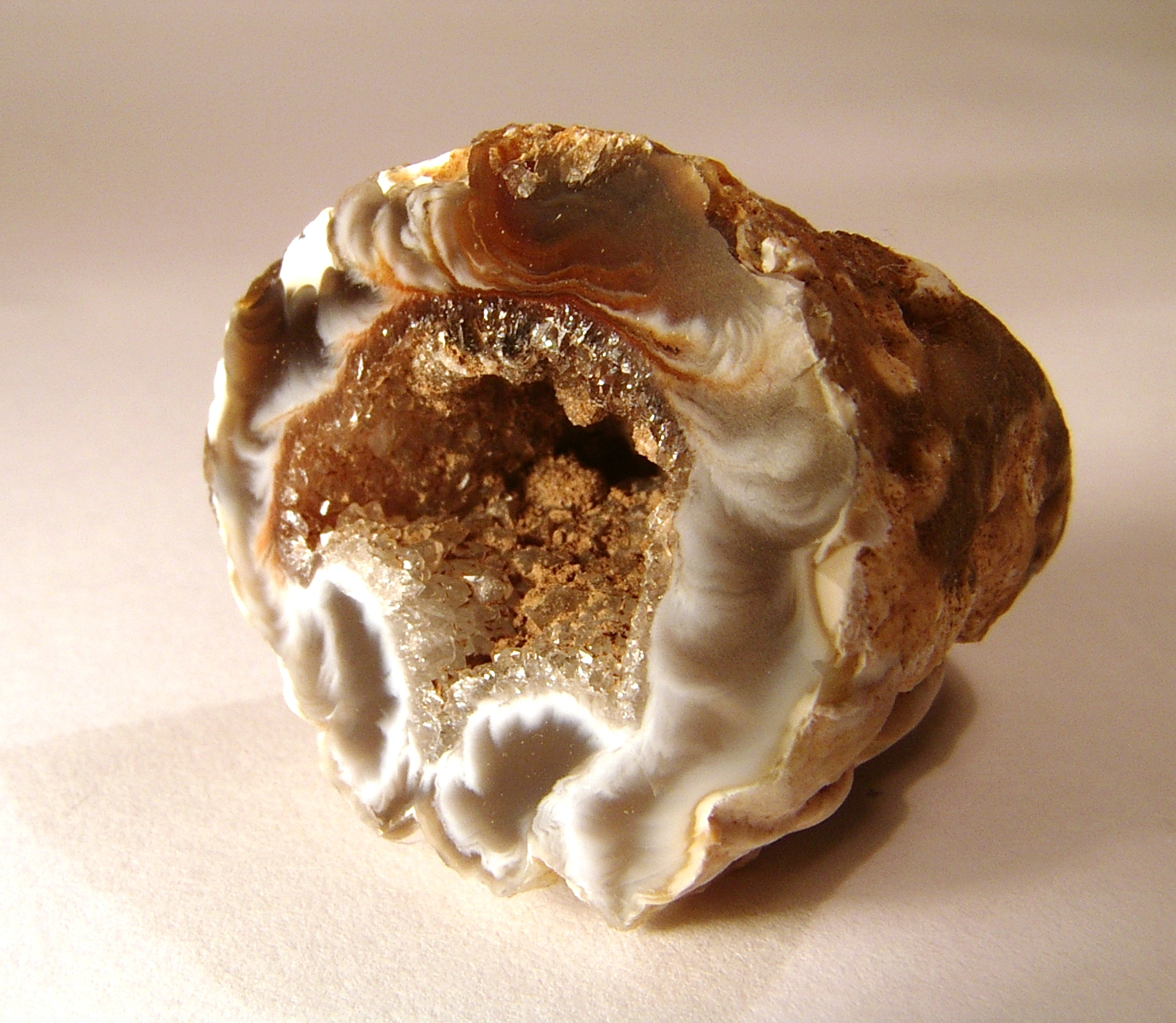

Sekrecja – kuliste lub soczewkowe (bądź mające inny kształt), wykazujące zazwyczaj koncentryczną budowę skupienie mineralne, wypełniające wcześniejszą pustkę w skale.
Sekrecja zbudowana jest z minerałów wtórnych wytrącających się najczęściej z roztworów krążących w skałach. Narastają one stopniowo od brzegów pustki ku jej środkowi. 
Kierunek rozrastania się sekrecji jest odwrotny niż w konkrecji. Typowymi przykładami są agaty i onyksy.
Wewnątrz wielu sekrecji występuje pustka, której ściany porastają dobrze wykształcone kryształy różnych minerałów.